# Miniopterus manavi
Miniopterus manavi — вид ссавців родини лиликових.

## Проживання, поведінка
Країна поширення: Коморські острови, Мадагаскар. Проживає від 20 до 1500 м над рівнем моря. Цей вид зустрічається в різноманітних типах рослинності, таких як сухі листяні ліси, вологі тропічні ліси, деградовані ліси і сільськогосподарські райони.

## Загрози та охорона
Немає серйозних загроз для виду. Цей вид зустрічається в багатьох охоронних лісових районах.